# Ludanice
Ludanice (allemand : Ludanitz, hongrois : Nyitraludány) est un village de Slovaquie situé dans la région de Nitra.

## Histoire
Première mention écrite du village en 1242.

## Démographie

### Évolution de la population
| Année:               | 1994. | 2004.   | 2014.   | 2024.   |
| -------------------- | ----- | ------- | ------- | ------- |
| Nombre de personnes: | 1887  | 1836    | 1848    | 1719    |
| Différence:          |       | -2,70 % | +0,65 % | -6,98 % |

| Année:               | 2023. | 2024.   |
| -------------------- | ----- | ------- |
| Nombre de personnes: | 1723  | 1719    |
| Différence:          |       | -0,23 % |